# ساتوشي أوتومو
ساتوشي أُوتومو (مواليد 1 أكتوبر 1981) هو لاعب كرة قدم. يلعب مع منتخب الفلبين لكرة القدم منذ عام 2014.

## وصلات خارجية
- ساتوشي أوتومو على موقع رابطة كرة القدم اليابانية للمحترفين (اليابانية)
- ساتوشي أوتومو على موقع قاعدة بيانات كرة القدم.إي يو (الإنجليزية)
- ساتوشي أوتومو على موقع ناشيونال فوتبول تيمز (الإنجليزية)
- ساتوشي أوتومو على موقع Soccerway.com (الإنجليزية)
- ساتوشي أوتومو على موقع عالم كرة القدم.نت (الإنجليزية)

- National Football Teams